# کوسه پورت جکسون
کوسه پورت جکسون (نام علمی: Heterodontus portusjacksoni) نام یک گونه از سرده کوسه‌های شاخدار است.